# Mordella adnexa
Mordella adnexa es una especie de coleóptero de la familia Mordellidae.

## Distribución geográfica
Habita en Galicia y Macedonia.